# Pevaštica
Pevaštica (en serbe cyrillique : Певаштица) est un village de Serbie situé dans la municipalité de Kuršumlija, district de Toplica. Au recensement de 2011, il comptait 82 habitants.

## Démographie
| 1948 | 1953 | 1961 | 1971 | 1981 | 1991 | 2002 | 2011 |
| ---- | ---- | ---- | ---- | ---- | ---- | ---- | ---- |
| 152  | 174  | 173  | 147  | 90   | 59   | 35   | 82   |

|  |